# Yeosu
Yeosu (coreeană: 여수시) este un oraș din Coreea de Sud.

## Personalități născute aici
- Baek Il-seob (n. 1944), actor.